# Osadnik wielkooki
Osadnik wielkooki (Lopinga achine) – motyl dzienny z rodziny rusałkowatych, W Polsce objęty ochroną ścisłą.

## Wygląd
Rozpiętość skrzydeł od 46 do 52 mm, dymorfizm płciowy słaby.

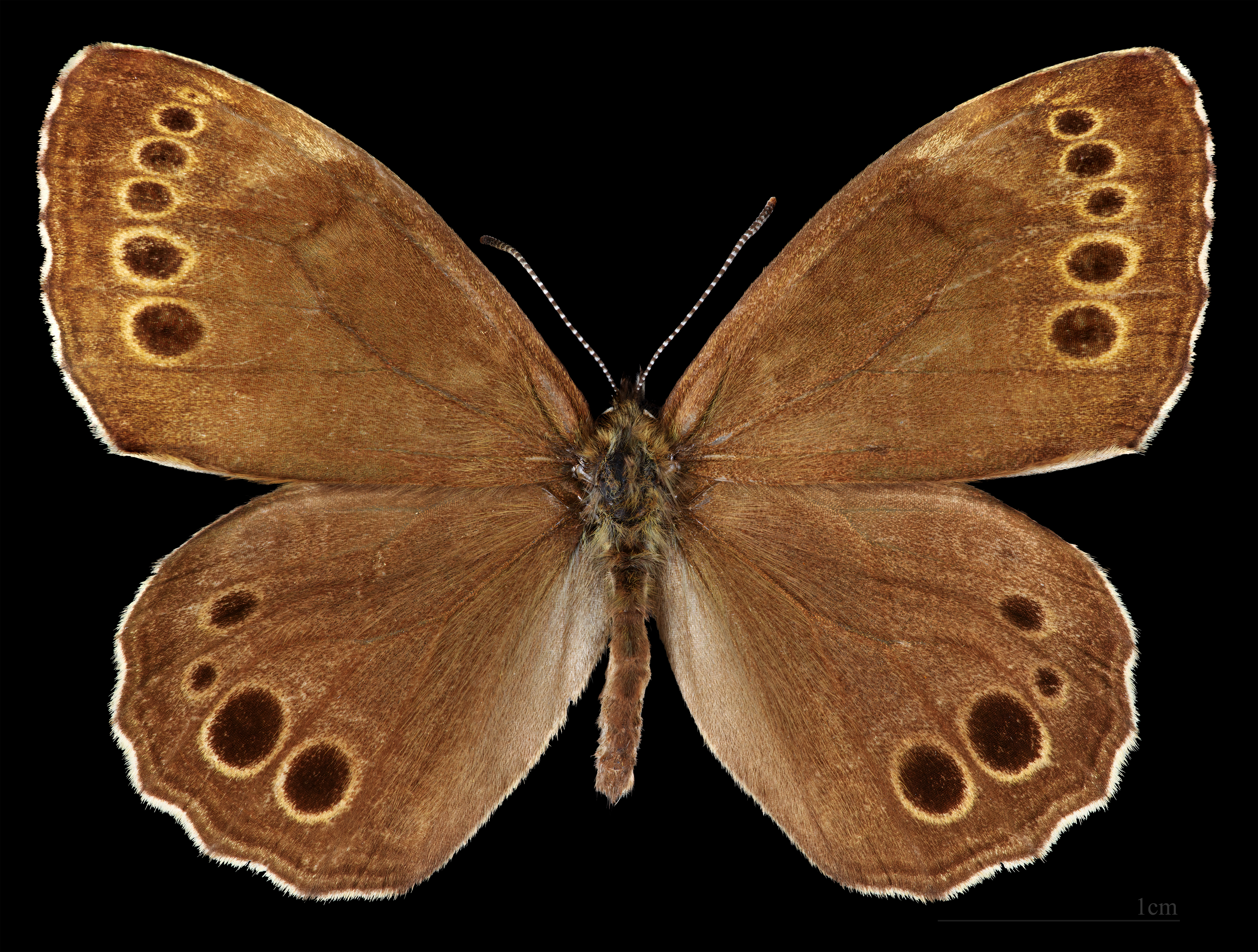
Lopinga achine ♂
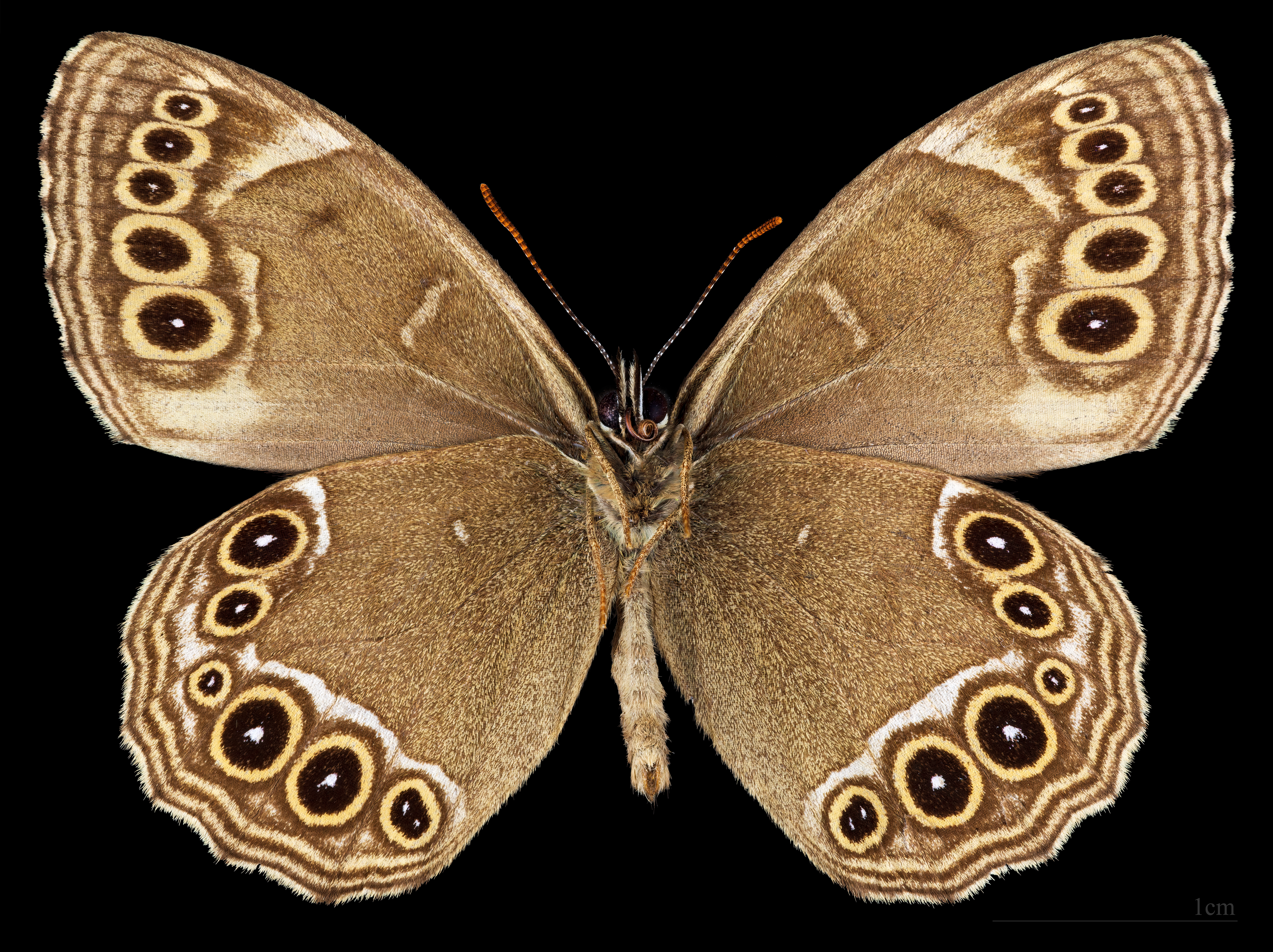
Lopinga achine ♂   △

## Siedlisko
Polany i prześwity w lasach liściastych i mieszanych.

## Biologia i rozwój
Wykształca jedno pokolenie w roku (czerwiec-lipiec). Rośliny żywicielskie: turzyca pagórkowa i turzyca drżączkowa, kłosownica pierzasta i kłosownica leśna. Jaja barwy białawej lub zielonkawej składane są pojedynczo na liściach rośliny żywicielskiej lub w jej pobliżu. Larwy wylęgają się po 1-2 tygodniach; żerują w dzień; zimują. Stadium poczwarki trwa 2-3 tygodnie.

## Rozmieszczenie geograficzne
Gatunek eurosyberyjski, w Polsce występuje we wschodniej części kraju. Najliczniej w Puszczy Rominckiej, Augustowskiej, Knyszyńskiej i Białowieskiej oraz na Podkarpaciu.